# Gros (San Sebastián)

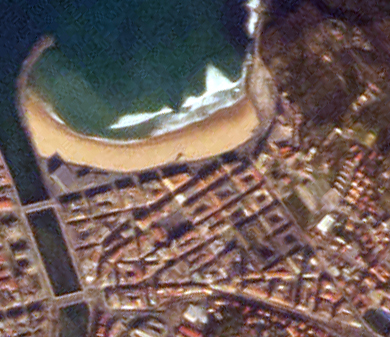
Gros desde el aire

Gros es un barrio de la ciudad de San Sebastián (Guipúzcoa). Se encuentra situado en la parte oriental de la localidad y está delimitado al norte por el mar Cantábrico, al sur por el barrio de Egia, al este por el monte Ulía y al oeste por el río Urumea.
Su origen se remonta al siglo XIX cuando se iniciaron las intervenciones en los extensos arenales del margen derecho del río Urumea con el Plan Gogorza y con el ensanche Tomás Gros en 1894 (para el nombre del barrio se adoptará finalmente el de este arquitecto). Finalmente la Sociedad Inmobiliaria del Kursaal remató el barrio ganando terrenos al mar. Con el tiempo fue transformándose, pasando de ser un barrio fundamentalmente industrial a uno de servicios y es una de las zonas más valoradas de San Sebastián.
En el sector inmobiliario, es de destacar el elevado importe de los inmuebles de esta zona, superando los 7000 euros de media el metro cuadrado.
La actividad comercial es muy dinámica y, en los últimos años, Gros se ha convertido en una zona de copas y en una ruta obligada para los amantes de los buenos pinchos. En Gros también se encuentra la playa de la Zurriola, la más joven de las tres playas Donostiarras, concurrida de amantes y profesionales del surf y el Palacio de Congresos Kursaal.

## Elecciones autonómicas 2012
El 21 de octubre de 2012 se celebraron Elecciones al Parlamento Vasco. Estos fueron los resultados en el barrio donostiarra de Gros.
| Elecciones autonómicas, 21 de octubre de 2012 |       |
| Partido                                       | Votos |
| EAJ-PNV                                       | 3917  |
| BILDU                                         | 2878  |
| PSE-EE                                        | 2653  |
| PP                                            | 2074  |
| IU                                            | 331   |

## Callejero del barrio

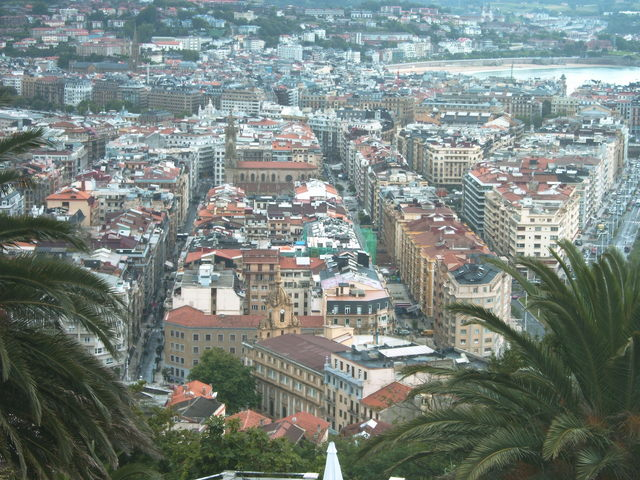
El barrio de Gros, visto desde el monte Ulía

- Agirre Miramon, calle de / Agirre Miramon Kalea
- Ategorrieta, Avenida de / Ategorrietako Hiribidea (parcial)
- Bermingham, calle de / Bermingham Kalea
- Biteri, Plaza de / Biteri Plaza
- Bitoriano Iraola, Plaza de / Bitoriano Iraola Plaza
- Carquizano, calle de / Karkizano Kalea
- Cataluña, Plaza de / Katalunia Plaza
- Claudio Antón de Luzuriaga, calle de / Klaudio Anton Luzuriaga Kalea
- Corta, calle / Kale Laburra
- Colón, Paseo de / Kolon Pasealekua
- Doctor Claudio Delgado, calle del / Doktor Klaudio Delgado Kalea
- Dunas, calle de las / Dunen Kalea
- Euskadi, Plaza de / Euskadi Plaza
- Fleming, Parque de / Fleming Parkea
- General Artetxe, Calle del / Artetxe Jeneralaren Kalea
- Gloria, calle de la / Gloria Kalea
- Gran Vía, calle / Galtzara Nagusia
- Huertas, calle de las / Baratze Kalea
- Jesús María de Leizaola, Paseo de / Jesus Maria Leizaola Pasealekua
- Iparragirre, calle de / Iparragirre Kalea
- Iztueta, calle de / Iztueta Kalea (lim.)
- José Arana, calle de / José Arana Kalea
- José María Soroa, calle de / José María Soroa Kalea
- José Miguel de Barandiarán, Paseo de / José Miguel Barandiaran Pasealekua
- Lapurdi, Plaza de / Lapurdi Plaza
- Luis Pedro Peña Santiago, Paseo de / Luis Pedro Peña Santiago Pasealekua
- Marino Tabuyo, calle de / Marino Tabuyo Kalea
- Miracruz, calle / Mirakruz Kalea
- Miguel Imaz, calle de / Miguel Imaz Kalea
- Misericordia, calle de la / Miserikordia Kalea
- Nafarroa Beherea, Plaza de / Nafarroa Beherea Plaza
- Navarra, Avenida de / Nafarroako Hiribidea (lim.)
- Nueva, calle / Kale Berria
- Oiartzun, calle de / Oiartzun Kalea
- Padre Claret, Plaza del / Aita Klaret Plaza
- Padre Larroca, calle del / Aita Larroka Kalea
- Particular de Ategorrieta, calle / Ategorrietako Particular Kalea
- Pasajes, calle de / Pasaia Kalea
- Peña y Goñi, calle de / Peña y Goñi Kalea
- Pinares, Plaza de / Pinudi Plaza
- Ramón María Lili, Paseo de / Ramon Maria Lili Pasealekua
- Ramón y Cajal, calle de / Ramon y Cajal Kalea
- Rentería, calle de / Errenderia Kalea
- Ronda, calle de / Erronda Kalea
- San Francisco, calle de / San Frantzisko Kalea
- Santa Catalina, Puente de / Santa Katalina Zubia (parcial)
- Secundino Esnaola, calle de / Sekundino Esnaola Kalea
- Secundino Esnaola, Plaza de / Sekundino Esnaola Plaza
- Segundo Izpizua, calle de / Segundo Izpizua Kalea
- Tomás Gros, calle / Tomas Gros Kalea
- Trueba, calle de / Trueba Kalea
- Txofre, calle del / Txofre Kalea
- Txofre, Plaza del / Txofre Plaza
- Usandizaga, calle de / Usandizaga Kalea
- Vasconia, plaza de / Euskal Herria Plaza
- Zabaleta, calle de / Zabaleta Kalea
- Zemoriya, calle de / Zemoriya Kalea (parcial)
- Zuberoa, Plaza de / Zuberoa Plaza
- Zuhaizti, Plaza de/ Zuhaizti Plaza
- Zurriola, Avenida de / Zurriola Hiribidea
- Zurriola, Paseo de / Zurriola Pasealekua
- Zurriola, Puente de / Zurriola Zubia (parcial)